# Cremlino di Astrachan'
Il Cremlino di Astrachan' (in russo Астраханский кремль?) è la fortezza della città russa di Astrachan', di cui rappresenta il centro storico. Ospita al proprio interno alcuni monumenti di rilevanza nazionale, tra cui spicca la cattedrale della Dormizione. Si trova sulla collina di un'isola bagnata dal Volga e da altri tre piccoli fiumi. Dal 2009 è tra i luoghi in lizza per l'ingresso nella lista dei patrimoni dell'umanità UNESCO.

## Storia
A seguito della vittoria delle armate dello zar Ivan il Terribile e della conseguente conquista del Khanato di Astrachan' nel 1556, furono avviati i lavori di costruzione di un sistema di fortificazioni analogo ai tipici cremlini delle città russe. I lavori più imponenti furono tuttavia realizzati a partire dal 1582, anno in cui i costruttori Michail Vel'jaminov e Dej Gubastyj si misero all'opera per la costruzione delle mura in pietra bianca e delle torri. Tra i materiali utilizzati per la fortezza non mancarono mattoni di edifici distrutti nella leggendaria città di Saraj.
Nel 1710, al termine del completamento della cattedrale della Dormizione, furono avviati i lavori di costruzione della torre campanaria del tempio. Essa fu costruita sul punto in cui era già presente la porta cittadina denominata  Prečistenskaja. Tuttavia, il nuovo campanile risultò profondamente instabile e per evitarne il crollo il governatore V. Beketov ne decretò l'abbattimento nel 1765. Vari anni dopo un cittadino decise di finanziare la costruzione di una nuova torre campanaria. I lavori di costruzione si svolsero tra il 1809 ed il 1813 e condussero all'edificazione di una struttura stilisticamente neoclassica. Anche questa seconda torre però presentò dei difetti, divenuti particolarmente evidenti nel 1896, quando la sua pendenza divenne visibile ad occhio nudo.
Nel 1910 il campanile fu quindi abbattuto e sostituito da una nuova torre ancora più imponente e sfarzosa, oggi considerata uno dei maggiori simboli di Astrachan'. Negli anni novanta numerosi edifici del Cremlino sono stati oggetto di interventi di restauro. Nel 2013 è previsto l'ingresso ufficiale del complesso nella lista dei patrimoni dell'umanità.

## I monumenti

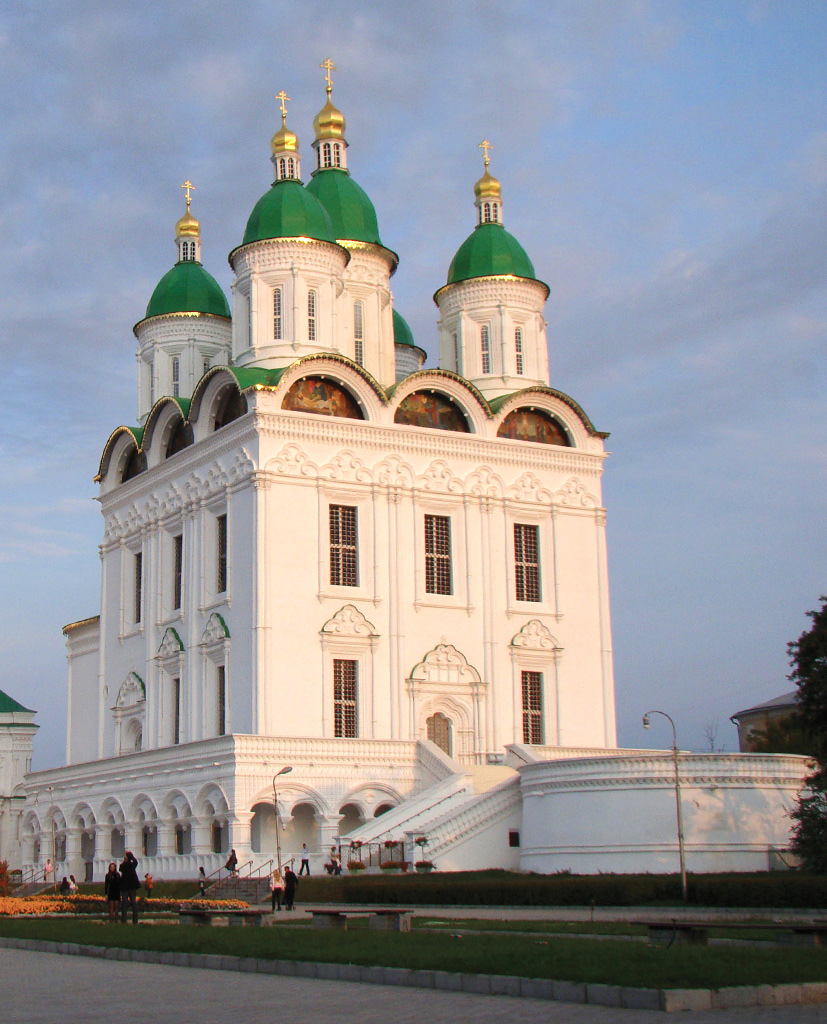
La cattedrale della Dormizione

All'interno delle mura del Cremlino trovano spazio numerosi edifici di rilievo storico ed architettonico. In particolare:
- Le mura e le torri costruite tra il 1582 ed il 1589;
- La cattedrale della Dormizione completata nel 1710;
- La torre campanaria e la Porta Prečistenskaja ricostruite tra il 1910 ed il 1912;
- Il complesso che comprende la Cattedrale della Trinità e le chiese della Presentazione del Signore e della Presentazione della Vergine;
- La Porta della chiesa di San Nicola costruita tra il 1729 ed il 1738;
- Il Lobnoe Mesto sito accanto alla cattedrale della Dormizione;
- La cappella di Cirillo costruita nel 1677 sopra la tomba del primo egumeno del monastero della Trinità;
- Il corpo di guardia risalente al 1807 ed attualmente in fase di restauro;
- La casa vescovile costruita sul finire del XVII secolo;
- Il Palazzo dell'amministrazione risalente al XIX secolo ed attualmente sede di un museo;
- Il monumento funebre dedicato ai combattenti sovietici Čugunov, Denisov e Trofimov.

## Galleria d'immagini

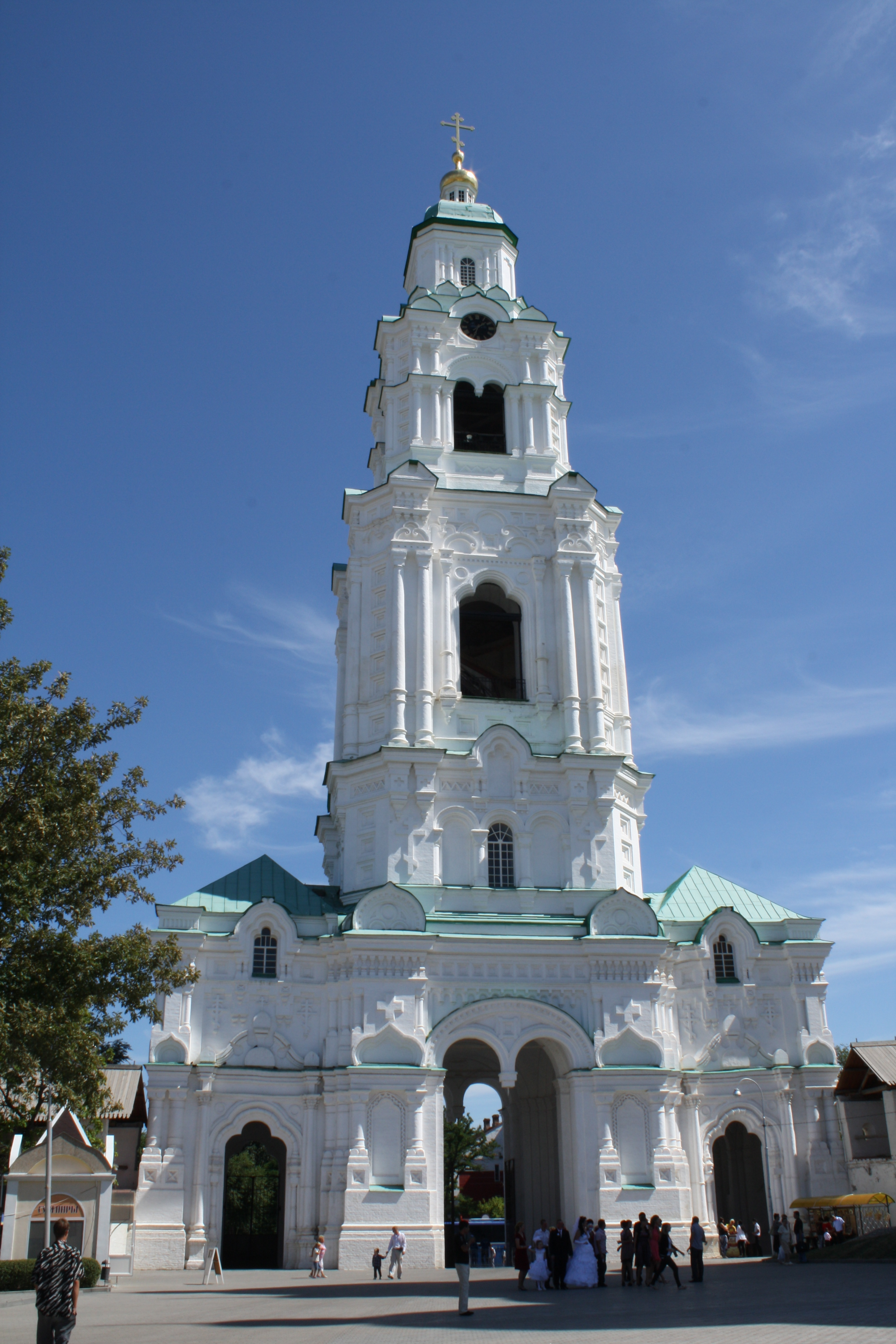
Campanile della cattedrale e Porta Prečistenskaja
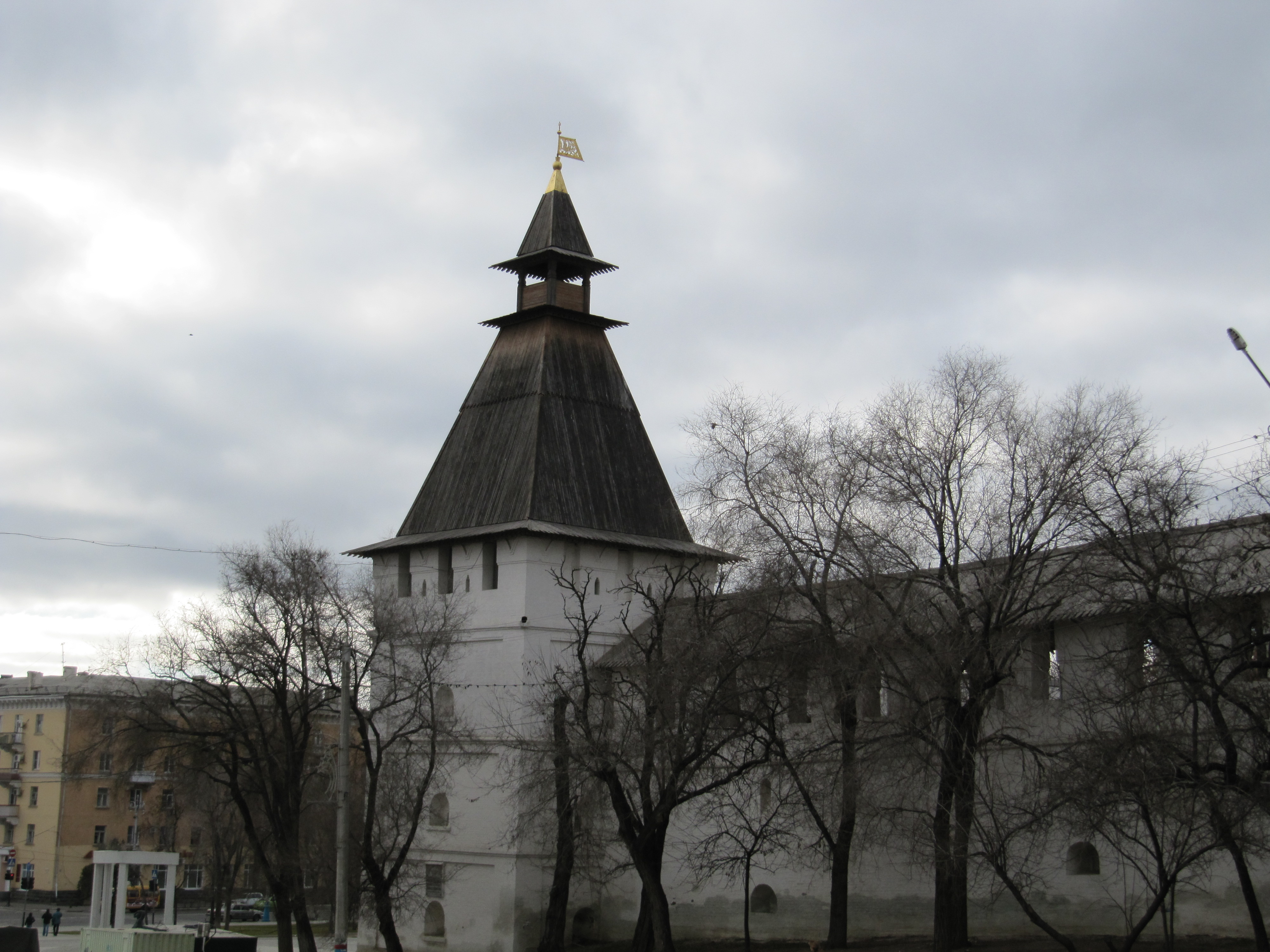
Torre dei Gerarchi Archierejskaja Bašnja Архиерейская Башня
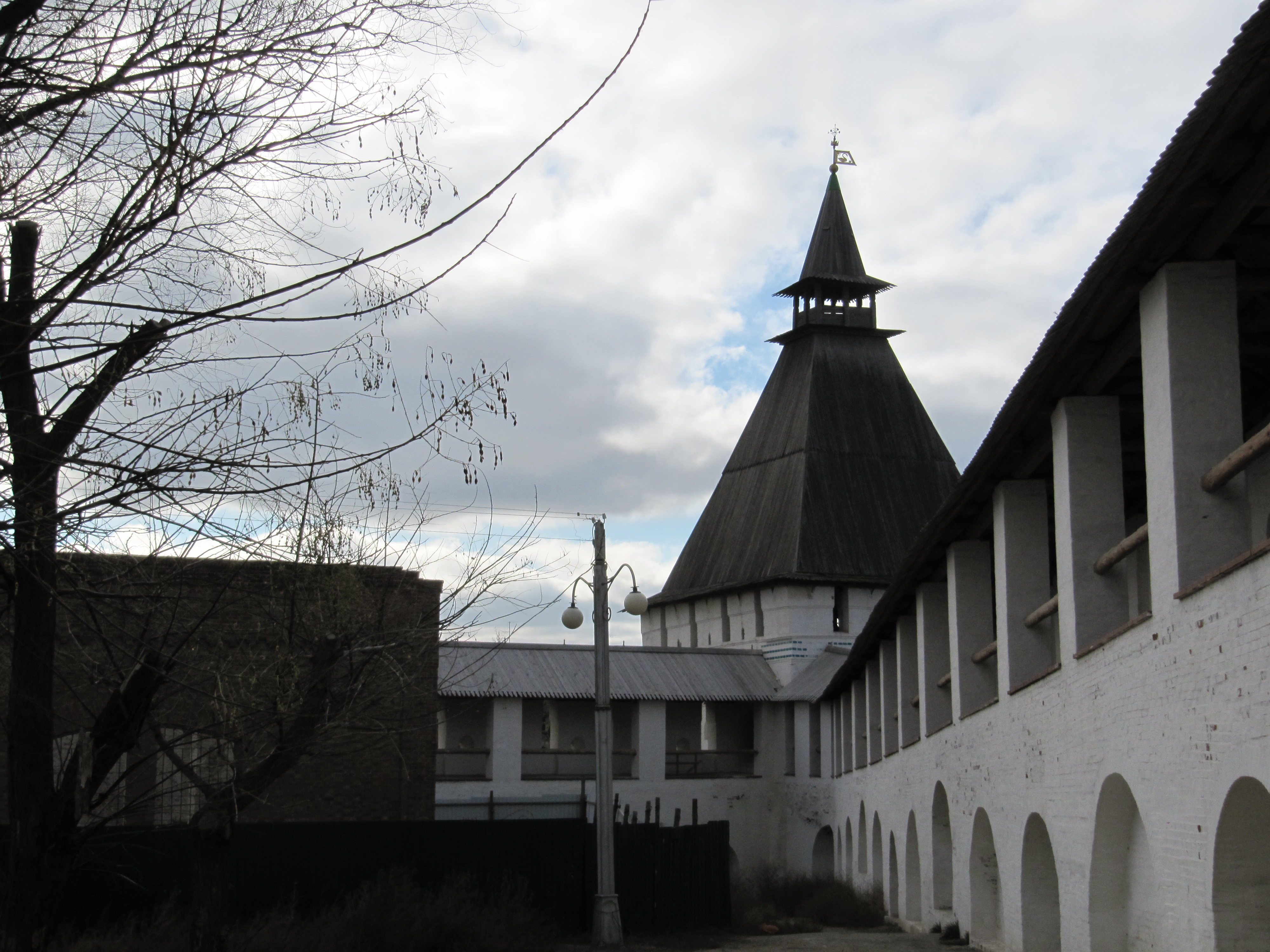
Torre di Crimea Krymskaja Bašnja Крымская башня
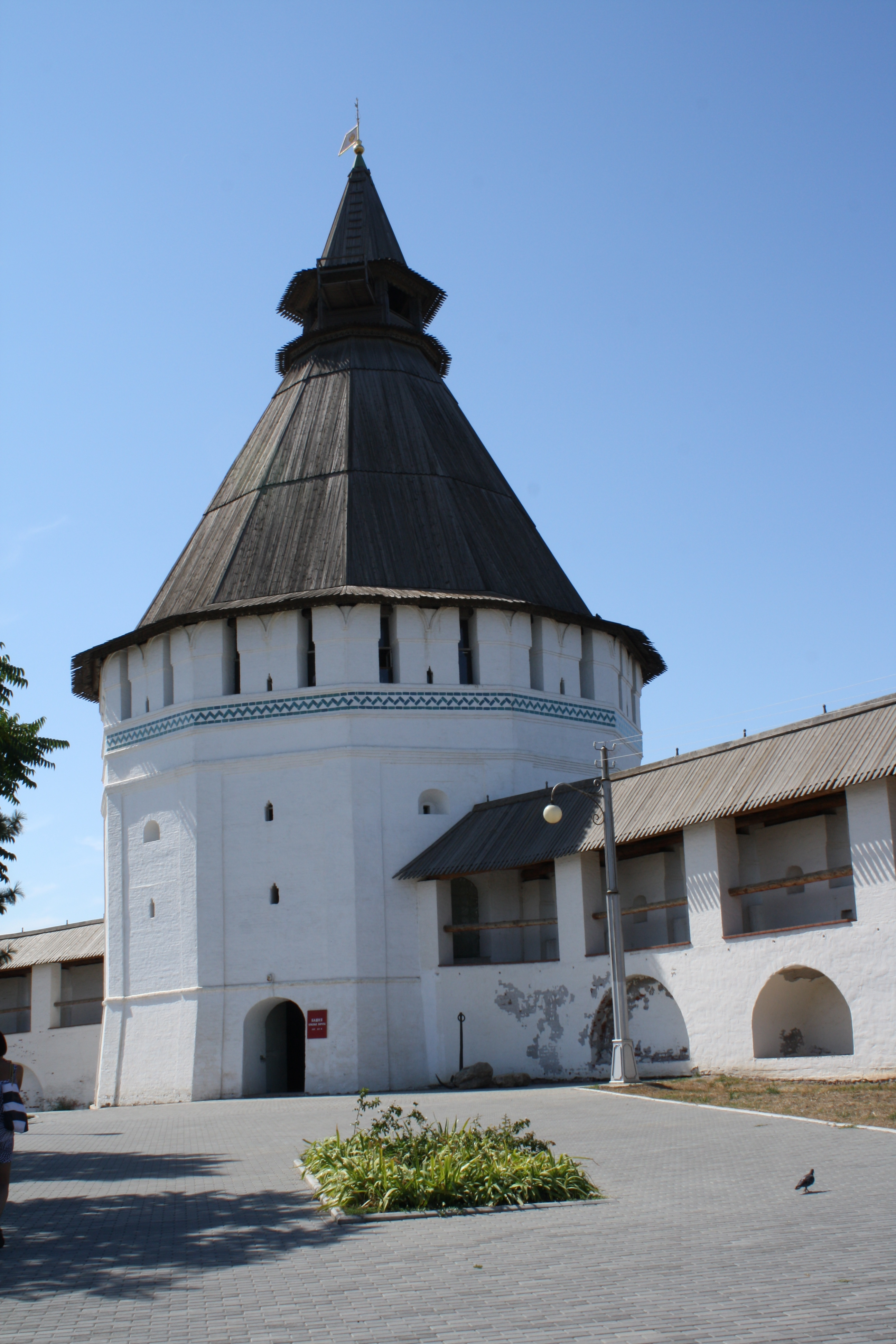
Torre «Porta Rossa» Bašnja «Krasnye Vorota» башня «Красные Ворота»
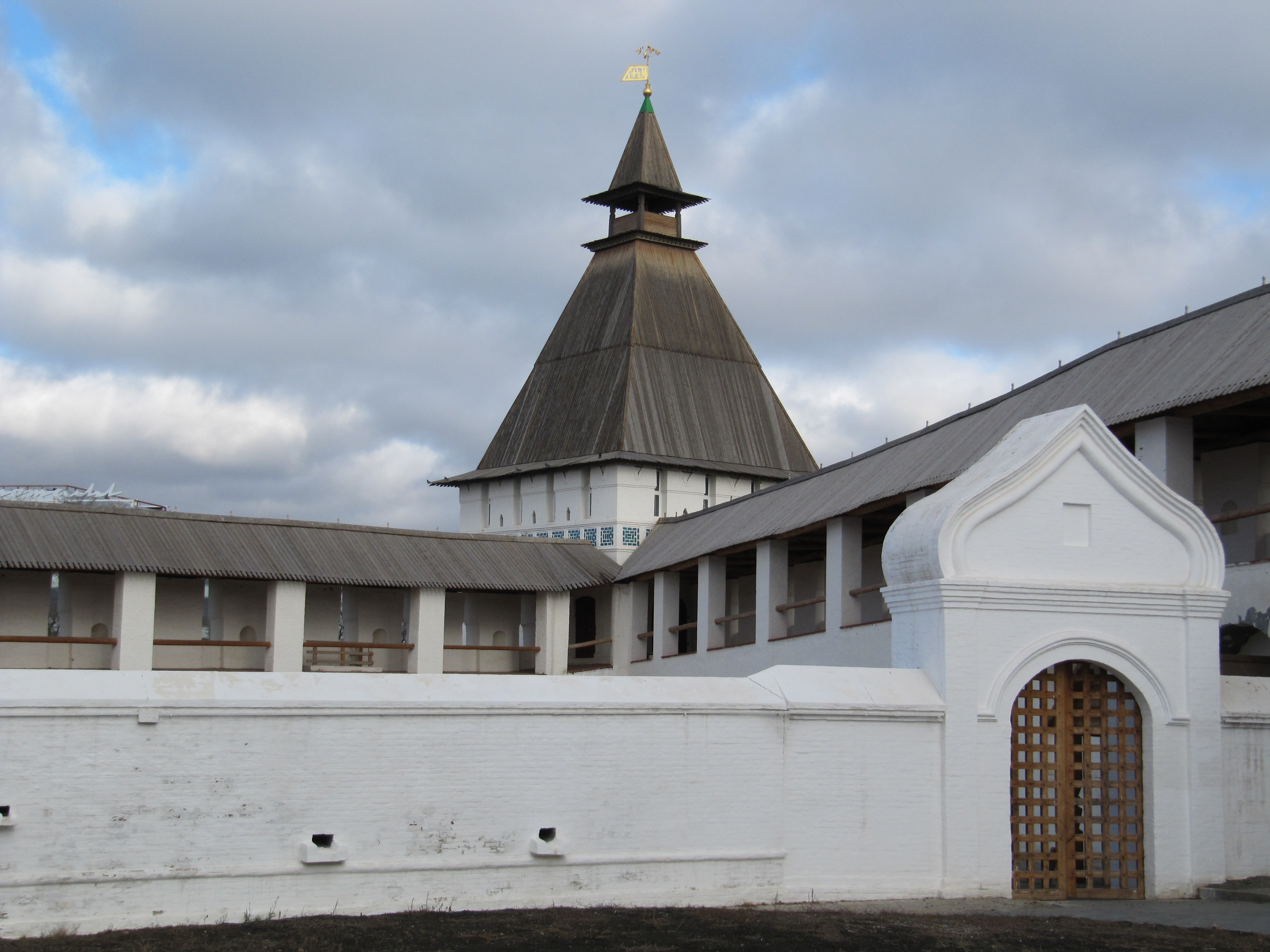
Torre dell'Artiglieria Artillerijskaja Bašnja Артиллерийская башня
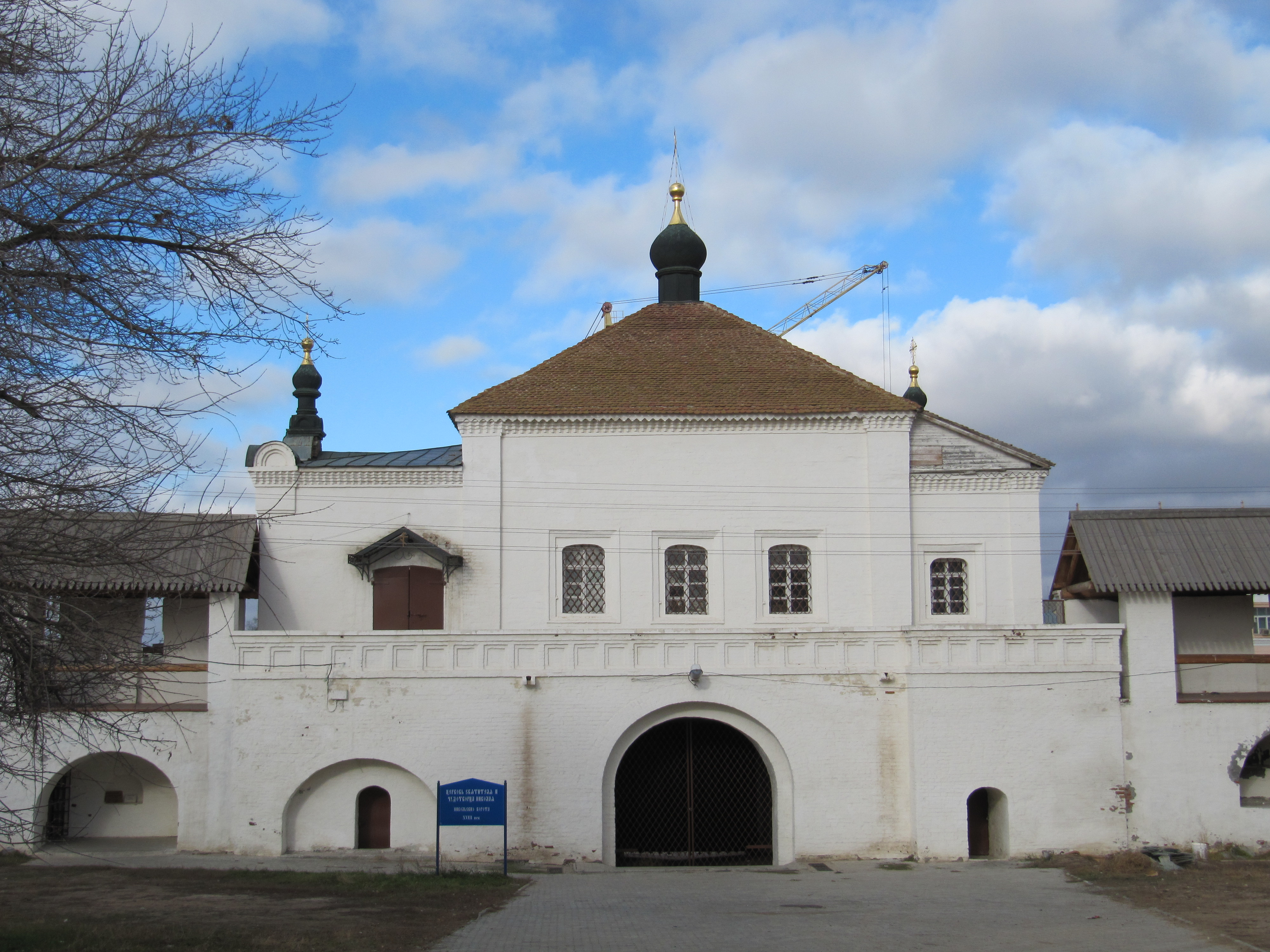
Porta della chiesa di San Nicola
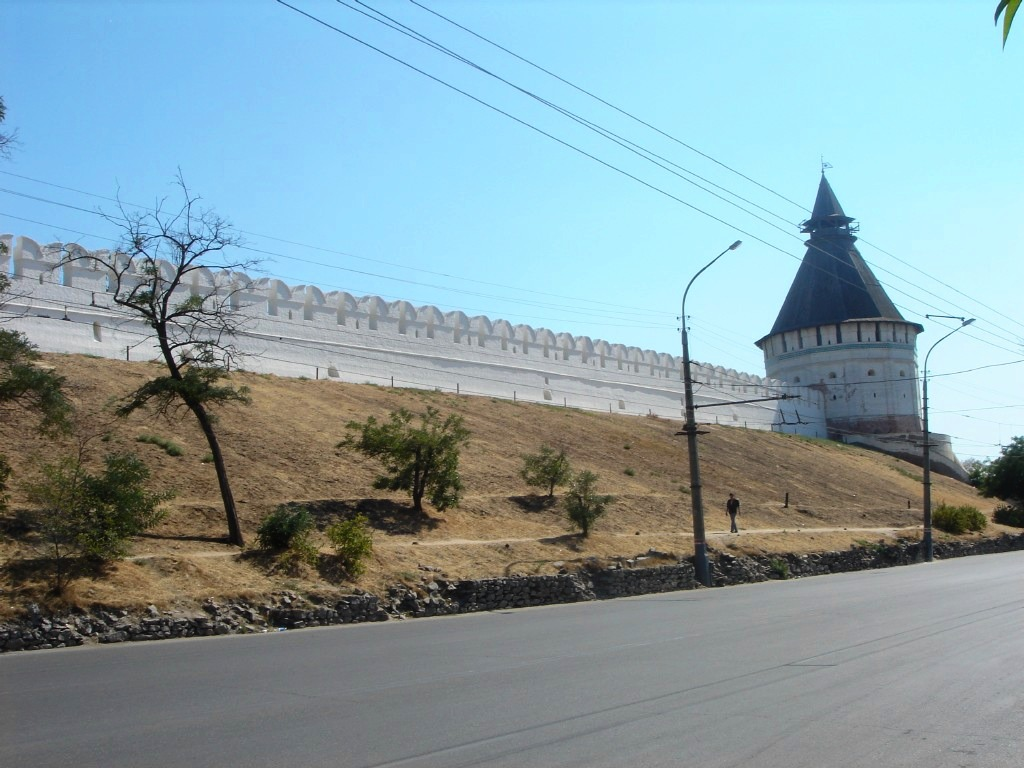
Mura del Cremlino
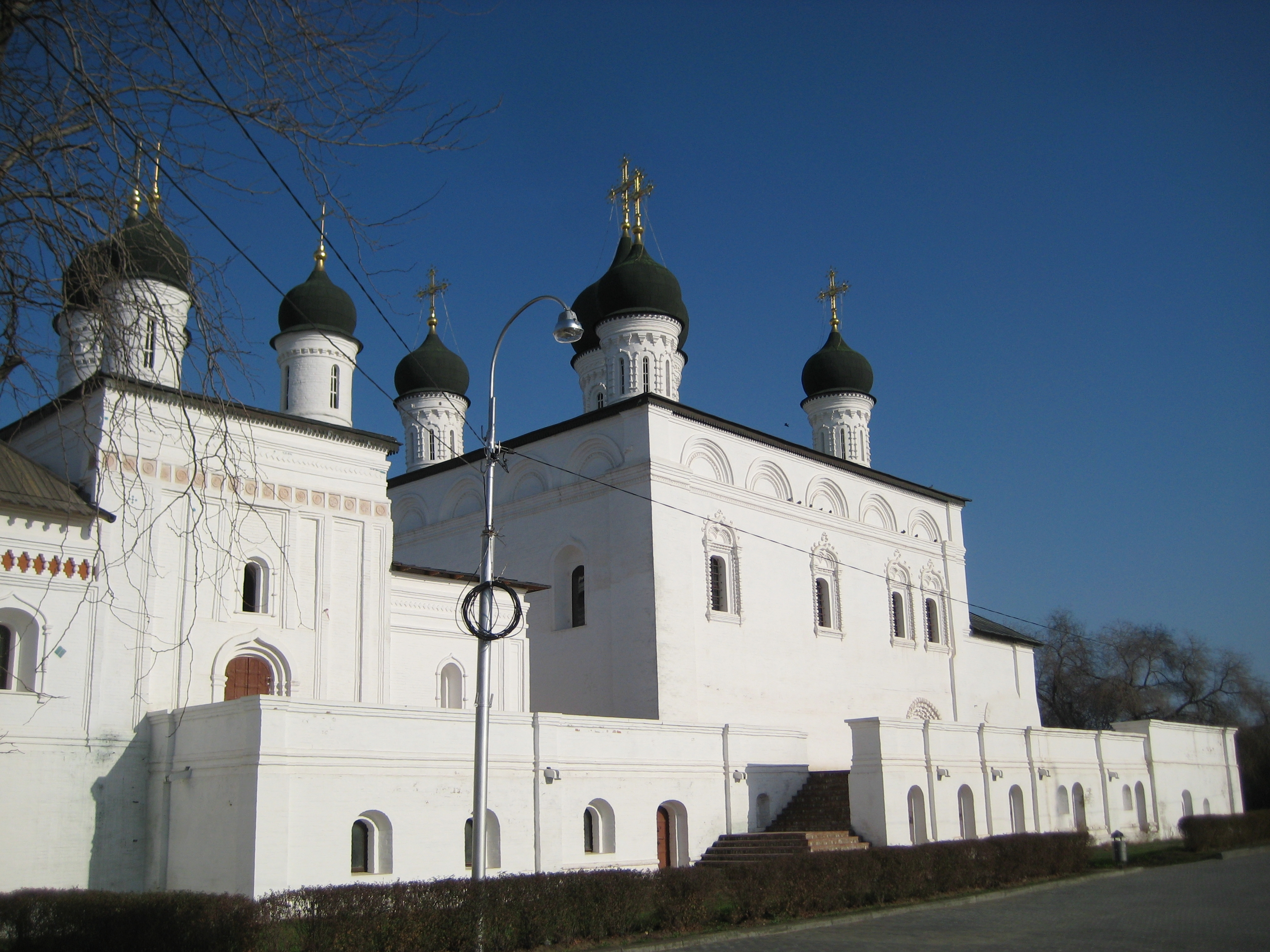
Cattedrale della Trinità
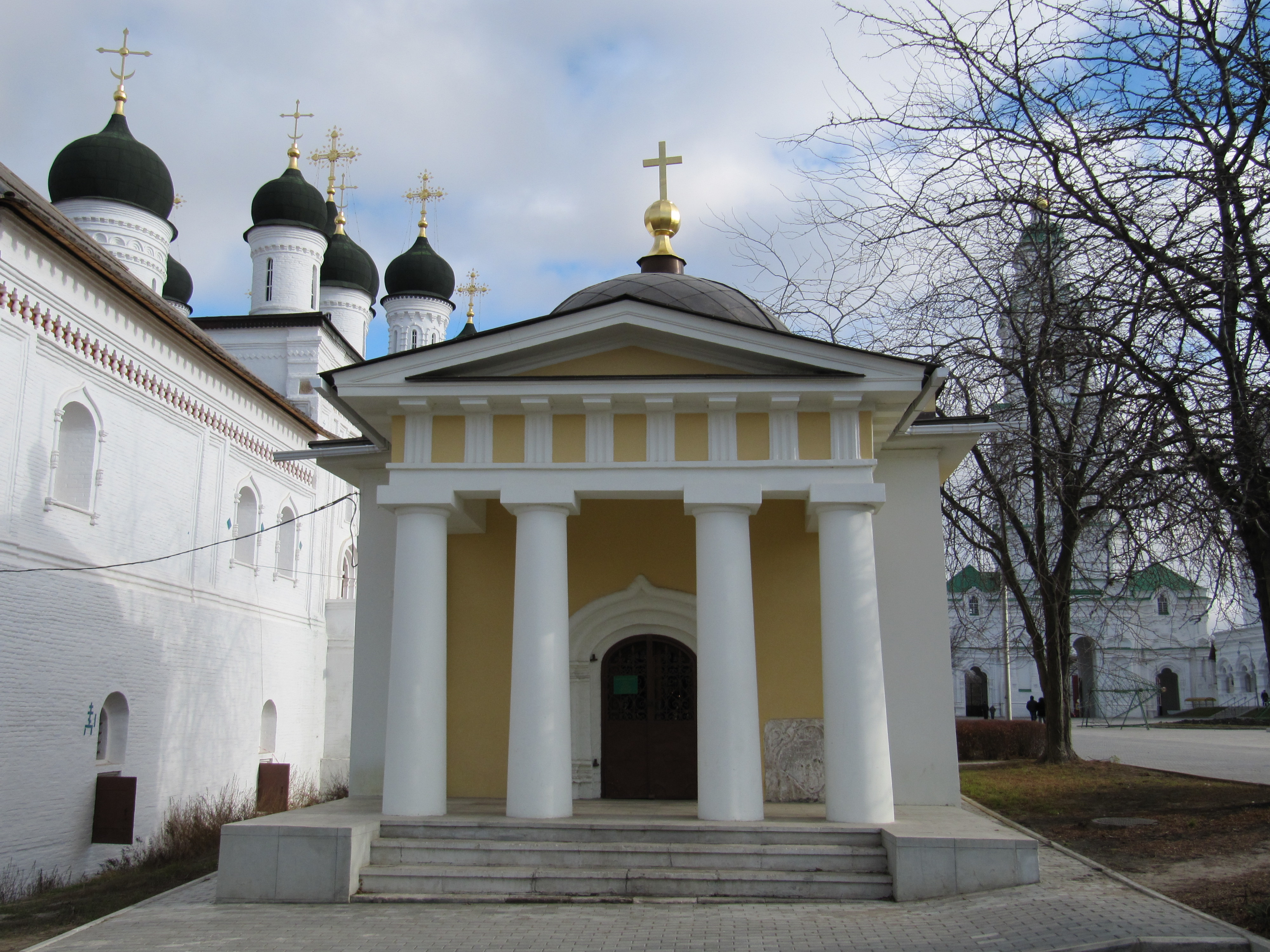
Cappella di Cirillo
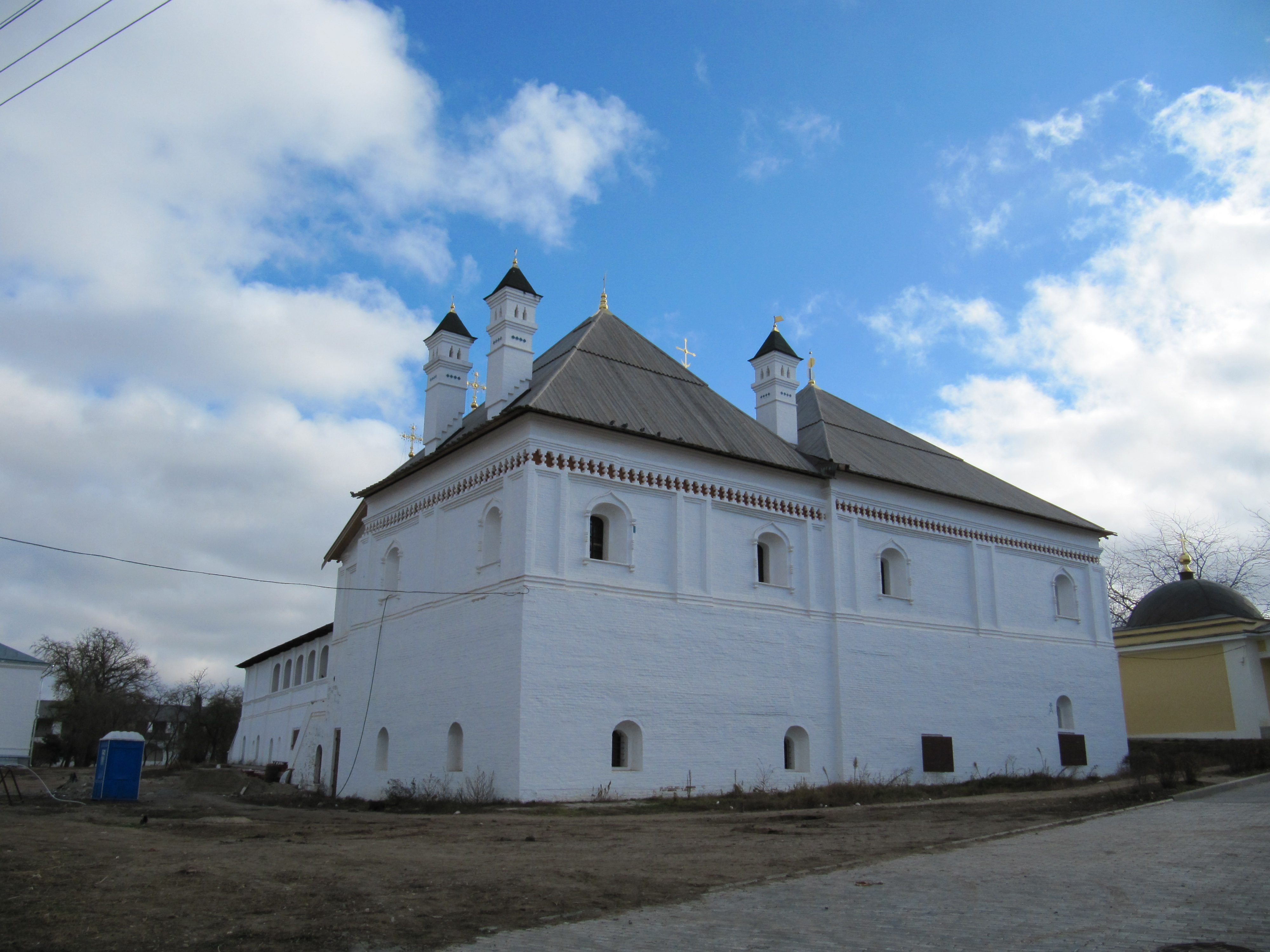
Corpo di guardia
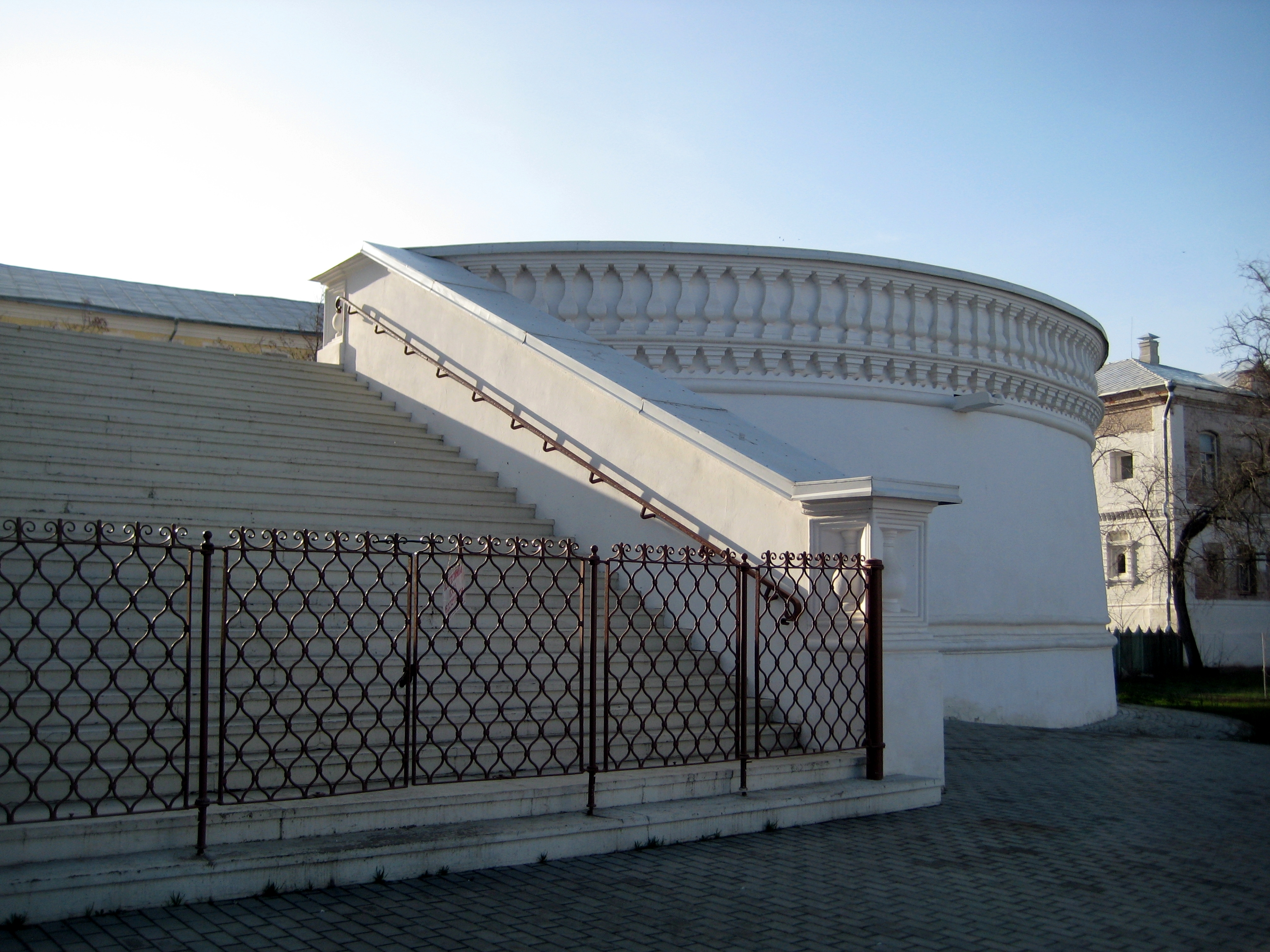
Lobnoe Mesto
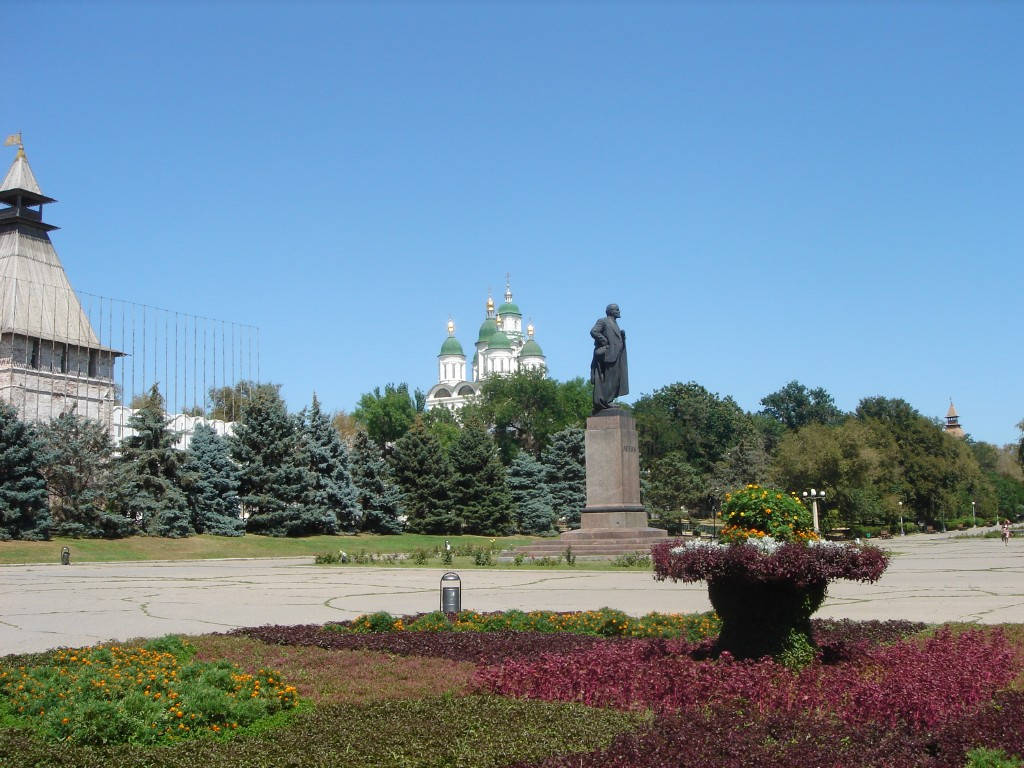
Piazza Lenin
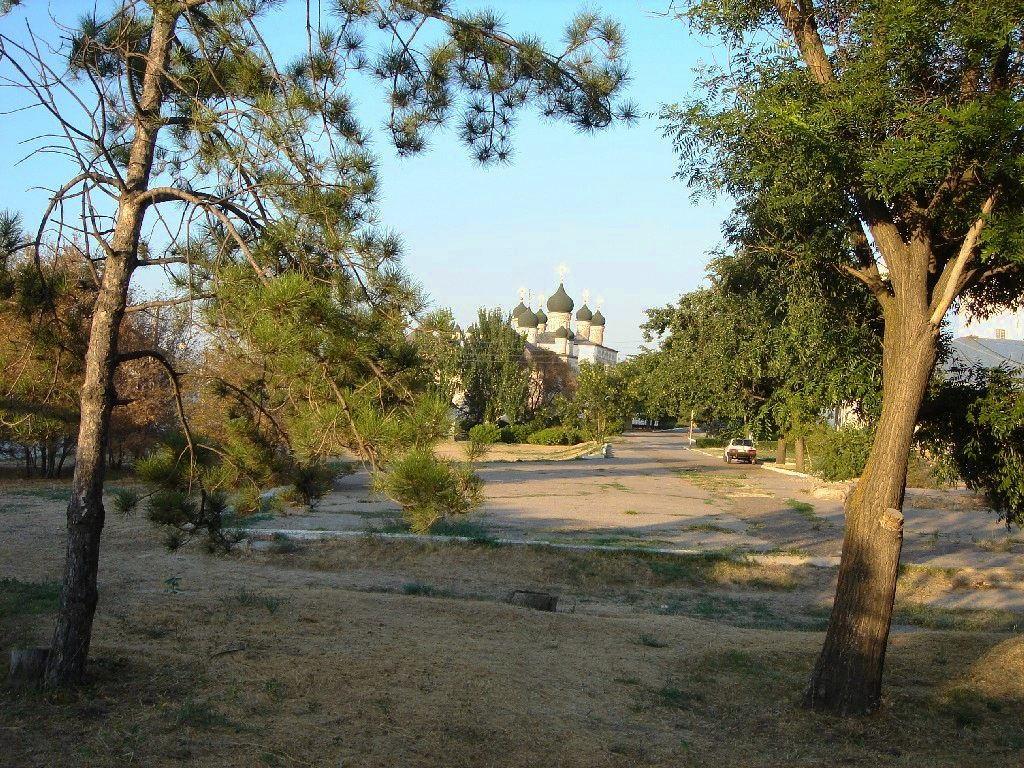
Giardino del Cremlino

## Note

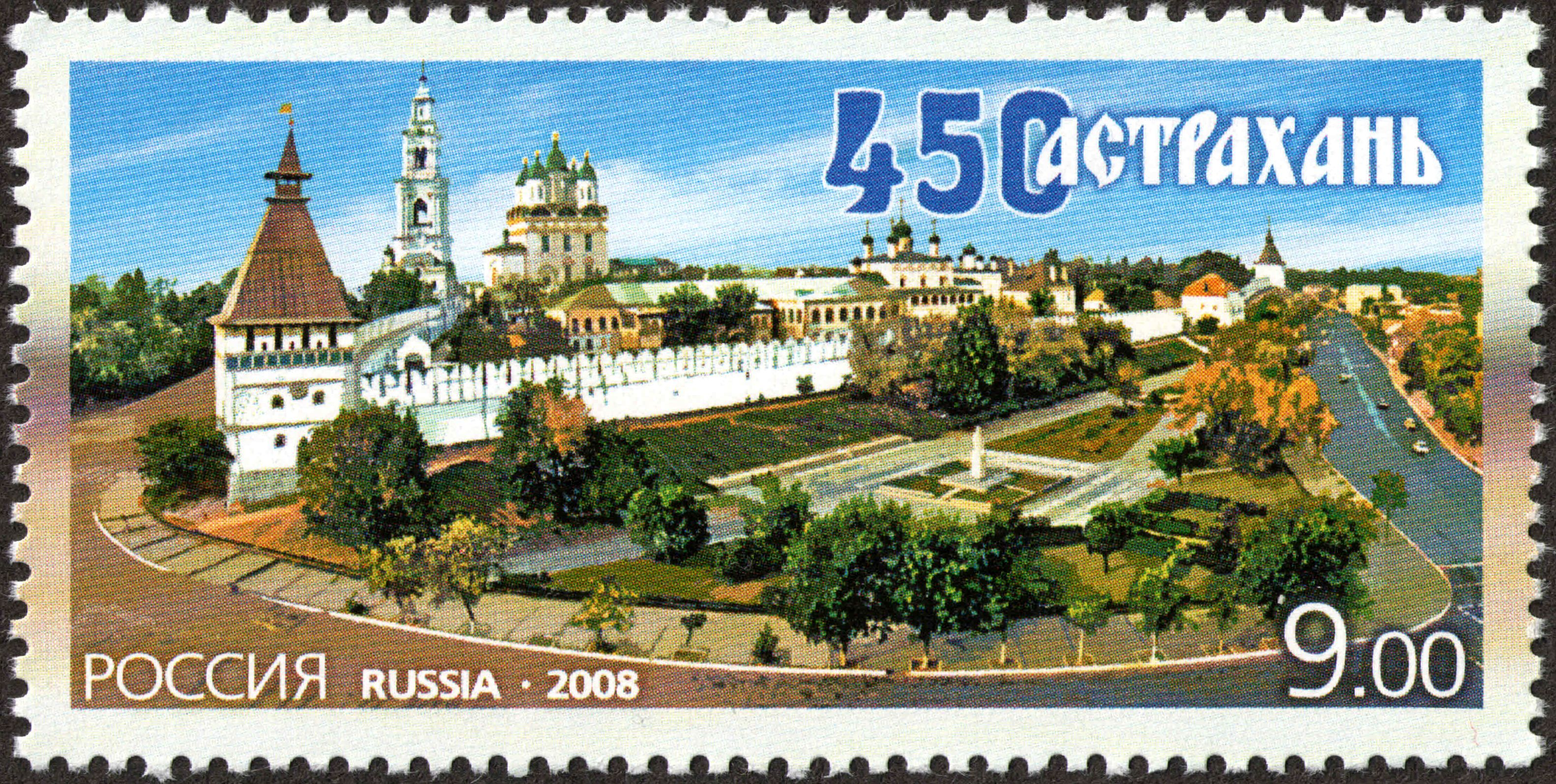
Francobollo commemorativo del 450º anniversario di Astrachan'